# Warren Clarke
Warren Clarke (26. dubna 1947 Oldham, Anglie – 12. listopadu 2014) byl anglický herec a příležitostný televizní producent a režisér.

## Profesní život
V televizi začínal v britské mýdlové opeře Coronation Street (dokonce dvakrát – roku 1966 jako Kenny Pickup, poté v r. 1968 jako Gary Bailey).
Jeho první velkou rolí ve filmu byl Dim v Kubrickově kultovním filmu Mechanický pomeranč (1971). Následovala druhá role po boku Malcolma McDowella ve filmu O Lucky Man! (1973).
Poté Clarke ztvárnil přes stovku televizních a filmových rolí v Británii i cizině, za zmínění např. stojí ruský disident Pavel Upenskoj ve filmu Firefox Clinta Eastwooda (1982).
Komediální nadání dokázal jako Oliver Cromwell v jedné epizodě známého seriálu Černá zmije (s Rowanem Atkinsonem v hlavní roli, 1988). V roce 1984 si zahrál netypickou roli – desátníka britské armády v Indii Dixona, otevřeně se hlásícího k homosexualitě.
Celosvětově i v Česku je nejznámější díky své roli detektiva superintendanta Andyho (Andrewa) Dalziela v televizním seriálu Dalziel a Pascoe; z celkem 61 epizod natočených v letech 1996–2007 jich také 33 produkoval nebo spoluprodukoval (2000–2007) a 3 režíroval (2002, 2006).
V roce 2009 ztvárnil kapitána Peterse v televizním filmu podle Agathy Christie Proč nepožádali Evanse? (natočeném v řadě příběhů slečny Marplové, i když v předlohové knize nevystupovala).